# Resolutie 81 Veiligheidsraad Verenigde Naties
Resolutie 81 van de Veiligheidsraad van de Verenigde Naties werd eind mei 1950 aangenomen. Tien leden stemden voor, geen enkel lid stemde tegen. De Sovjet-Unie was afwezig tijdens deze stemming.

## Inhoud
De Veiligheidsraad had de mededeling van de Secretaris-Generaal van 13 mei 1949 overwogen. De Veiligheidsraad had ook resolutie 268 B (III) van de Algemene Vergadering van 28 april 1949 gezien. De Veiligheidsraad besloot zijn acties te gepasten tijde op de principes hierin (resolutie 268) te baseren.

## Verwante resoluties
- Resolutie 268 Algemene Vergadering Verenigde Naties over de medewerking van de Secretaris-Generaal aan VN-Commissies.
- Resolutie 33 Veiligheidsraad Verenigde Naties over door de Algemene Vergadering voorgestelde wijzigingen van de procedures.

Lijst ·  79 ·  80 ·  81 ·  82 ·  83 ·  84 ·  85 ·  86 ·  87 ·  88 ·  89